# El Frutillo
El Frutillo är en ort i Mexiko.   Den ligger i kommunen Ixcamilpa de Guerrero och delstaten Puebla, i den sydöstra delen av landet, 160 km söder om huvudstaden Mexico City. El Frutillo ligger 711 meter över havet och antalet invånare är 123.
Terrängen runt El Frutillo är huvudsakligen kuperad. El Frutillo ligger nere i en dal. Runt El Frutillo är det ganska glesbefolkat, med 28 invånare per kvadratkilometer. Närmaste större samhälle är Ixcamilpa, 1,5 km öster om El Frutillo. Omgivningarna runt El Frutillo är huvudsakligen savann.